# Acharagma aguirreanum
Acharagma aguirreanum ist eine Pflanzenart in der Gattung Acharagma aus der Familie der Kakteengewächse (Cactaceae). Das Artepitheton aguirreanum ehrt den mexikanischen Kakteenspezialisten Gustavo Aguirre Benaides (* 1915) aus Parras de la Fuente.

## Beschreibung
Acharagma aguirreanum wächst meist einzeln mit kugeligem bis niedergedrückt kugeligen, weichem Pflanzenkörper. Er ist mittelgrün bis purpurn gefärbt und wird bis 5 Zentimeter hoch und 5 bis 7 Zentimeter im Durchmesser. Die fleischigen Warzen sind etwas biegsam und werden bis 0,5 Zentimeter groß. Es werden 2 oder mehrere, schwer von den Randdornen zu unterscheidende, Mitteldornen ausgebildet. Die 13 bis 16 Randdornen stehen oft in zwei Reihen und werden 0,8 bis 1,5 Zentimeter lang.
Die gelblichen bis rötlich gelben Blüten werden bis 1,8 Zentimeter lang und bis 2 Zentimeter im Durchmesser. Die grünlich purpurnen Früchte werden bis 1,2 Zentimeter lang und bis 0,35 Zentimeter im Durchmesser.

## Systematik, Verbreitung und Gefährdung
Acharagma aguirreanum ist in Mexiko im Bundesstaat Coahuila am westlichen Ende der Sierra de la Paila verbreitet.
Die Erstbeschreibung als Gymnocactus aguirreanus erfolgte 1972 durch Charles Edward Glass und Robert Alan Foster. Charles Edward Glass stellte die Art 1997 in die Gattung Acharagma. Weitere nomenklatorische Synonyme sind Thelocactus aguirreanus (Glass & R.A.Foster) Bravo (1980) und Escobaria aguirreana (Glass & R.A.Foster) N.P.Taylor (1983).
In der Roten Liste gefährdeter Arten der IUCN wird Acharagma aguirreanum als „Critically Endangered“, d. h. vom Aussterben bedroht eingestuft.

## Nachweise